# Habitabilidad en sistemas de enanas amarillas

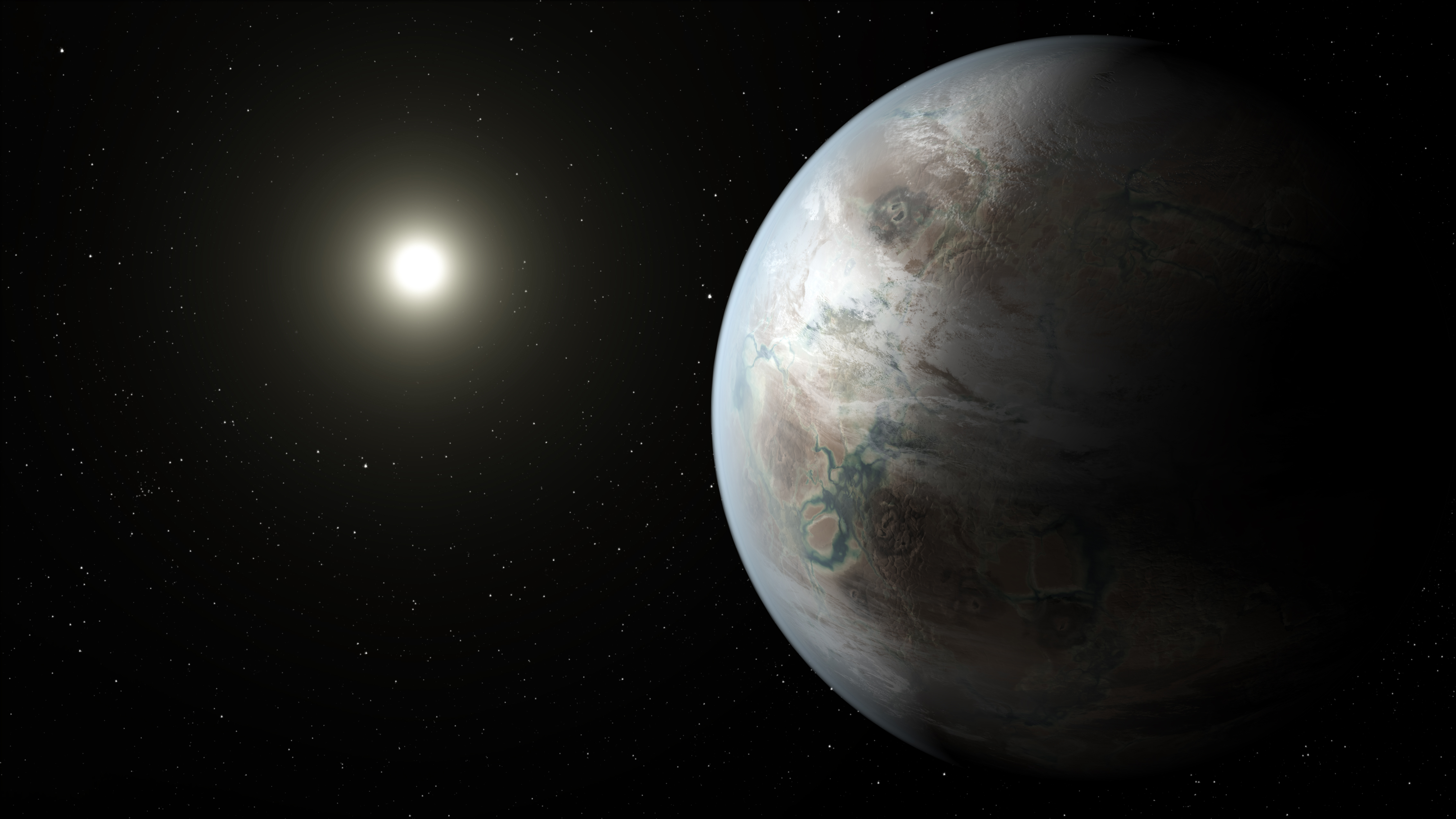
Interpretación artística de Kepler-452b, un exoplaneta potencialmente habitable perteneciente a una enana amarilla.

La habitabilidad en sistemas de enanas amarillas define la aptitud para la vida de los exoplanetas pertenecientes a estrellas de este tipo. Estos sistemas son objeto de estudio entre la comunidad científica por ser considerados los más idóneos para albergar organismos vivos junto a los pertenecientes a estrellas de tipo K.
Las enanas amarillas comprenden a las de tipo G de la secuencia principal, con masas de entre 0.9 y 1.1 M☉ y temperaturas superficiales de entre 5000 y 6000 K, como el Sol. Son las terceras más comunes en la galaxia de la Vía Láctea y las únicas en las que la zona habitable coincide por completo con la zona de habitabilidad ultravioleta.
Puesto que la zona habitable se sitúa más lejos en estrellas más masivas y luminosas, la separación entre el astro principal y el confín interno de esta región es mayor en las enanas amarillas que en las enanas rojas y naranjas. Por tanto, los planetas ubicados en esta zona de las estrellas de tipo G se encuentran a salvo de las intensas emisiones estelares que se producen tras su formación y no se ven tan afectados por la influencia gravitatoria de su astro como aquellos pertenecientes a cuerpos estelares de menor tamaño. De este modo, todos los planetas situados en la zona de habitabilidad de las estrellas de este tipo rebasan el límite de acoplamiento de marea y, por tanto, su rotación no está sincronizada con su órbita.
La Tierra, en órbita en torno a una enana amarilla, representa el único ejemplo conocido de habitabilidad planetaria. Por esta razón, el principal objetivo en el campo de la exoplanetología es hallar un planeta análogo a la Tierra que reúna sus características principales, como tamaño, temperatura media y localización en torno a una estrella similar al Sol. Sin embargo, las limitaciones tecnológicas dificultan el hallazgo de estos objetos por la escasa frecuencia de sus tránsitos, consecuencia de la distancia que les separa de sus estrellas o semieje mayor. Como resultado, solo hay tres exoplanetas confirmados que pertenezcan a sistemas de enanas amarillas en la lista de los veinte más similares a la Tierra tras la actualización del archivo de la NASA del 10 de mayo de 2016: Kepler-452b, Tau Ceti e y Kepler-22b.

## Características

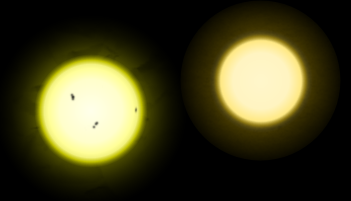
El Sol (izquierda) tiene masa y luminosidad ligeramente superiores a las de Tau Ceti (derecha).

Las estrellas enanas amarillas se corresponden con las de clase G de la secuencia principal, con una masa de entre 0.9 y 1.1 M☉, y unas temperaturas superficiales de entre 5000 y 6000 K. Puesto que el propio Sol es una enana amarilla, de tipo G2V, este tipo de astros también son conocidos como análogos solares. Ocupan el tercer puesto entre las estrellas más comunes de la secuencia principal, tras las enanas rojas y naranjas, con una representatividad del 10 % respecto al total de la Vía Láctea. Aproximadamente, permanecen un lapso de 10 000 millones de años en la secuencia principal. Después del Sol, la estrella de tipo G más próxima a la Tierra es Alpha Centauri A, a 4.4 años luz y perteneciente a un sistema estelar múltiple.
Todas las estrellas atraviesan una fase de intensa actividad tras su formación a causa de su rotación, mucho más rápida al comienzo de sus vidas. La duración de este período varía en función de la masa del objeto: los astros menos masivos pueden permanecer en este estado hasta 3000 millones de años, frente a los 500 millones de las estrellas tipo G. Los estudios del equipo de Edward Guinan, astrofísico de la Universidad Villanova, revelan que el Sol rotaba diez veces más rápido en sus inicios. Puesto que la velocidad de rotación de una estrella afecta a su campo magnético, las emisiones de rayos X y UV del Sol eran cientos de veces más intensas que en la actualidad.
La extensión de esta fase en las enanas rojas, así como el probable acoplamiento de marea de sus planetas potencialmente habitables respecto a ellas, podría acabar con el campo magnético de estos planetas, lo que supondría la pérdida de casi toda su atmósfera y agua hacia el espacio por la interacción con el viento estelar. Por el contrario, el semieje mayor de los objetos planetarios pertenecientes a la zona habitable de estrellas tipo G es lo bastante amplio como para permitir la rotación planetaria. Además, la duración del período de intensa actividad estelar es muy corta como para eliminar una parte significativa de la atmósfera en planetas con masas similares o superiores a la de la Tierra, que cuentan con una gravedad y magnetosfera capaces de contrarrestar los efectos de los vientos estelares.

## Zona habitable

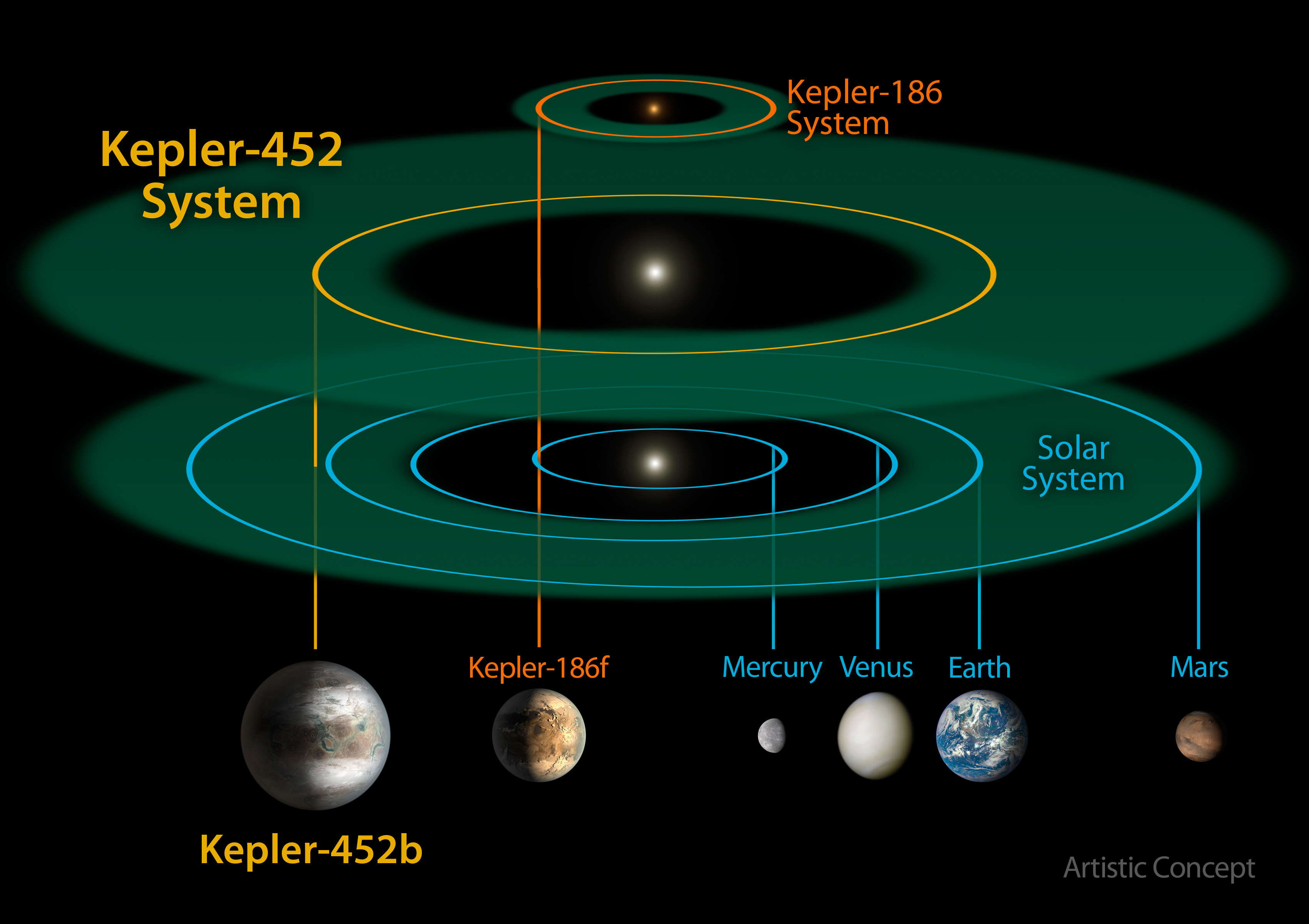
Zona habitable de las estrellas Kepler-186 (enana roja), Kepler-452 y el Sol (ambas enanas amarillas).

La zona habitable en torno a las enanas amarillas varía en función de su tamaño y luminosidad, aunque el confín interno suele estar a 0.84 UA y el externo a 1.67 en una enana de clase G2V como el Sol. En una enana clase G5V —más pequeña— de 0.95 R☉ la zona habitable se correspondería con la región ubicada entre las 0.8 y las 1.58 UA respecto a la estrella, mientras que en una de tipo G0V —más grande— se situaría a una distancia de entre 1 y 2 UA del cuerpo estelar. En órbitas menores al confín interno de la zona habitable se desencadenaría un proceso de evaporación del agua, separación del hidrógeno por fotólisis y pérdida del hidrógeno al espacio por escape hidrodinámico. Más allá del límite externo de la zona habitable, las temperaturas serían lo bastante bajas como para permitir la condensación del CO2, que supondría un aumento del albedo y una reducción retroalimentativa del efecto invernadero hasta provocar una glaciación global permanente.
El tamaño de la zona de habitabilidad es directamente proporcional a la masa y luminosidad de su estrella, por lo que cuanto mayor sea esta, más amplia será su zona habitable y más lejos se encontrará de su superficie. Las enanas rojas, las más pequeñas de la secuencia principal, tienen una zona de habitabilidad muy pequeña y próxima a ellas, que somete a cualquier planeta potencialmente habitable del sistema a los efectos de su estrella, incluyendo un probable acoplamiento de marea. Incluso en una enana amarilla pequeña como Tau Ceti, de tipo G8.5V, el límite de anclaje se sitúa a 0.4237 UA frente a las 0.522 UA que marcan el confín interno de la zona habitable, así que cualquier objeto planetario que orbite a una estrella de clase G en esta región superará con creces el límite de acoplamiento, y contará con ciclos de día y noche como la Tierra.
En las enanas amarillas, esta región coincide por completo con la zona de habitabilidad ultravioleta. Esta área está determinada por un límite interno a partir del cual la exposición a la radiación ultravioleta sería demasiado elevada para el ADN y por uno externo que ofrece los niveles mínimos para que los seres vivos puedan desempeñar sus procesos biogénicos. En el sistema solar, esta región se sitúa entre 0.71 y 1.9 UA respecto al Sol, frente a las 0.84-1.67 UA que marcan los extremos de la zona de habitable.

## Potencial para la vida

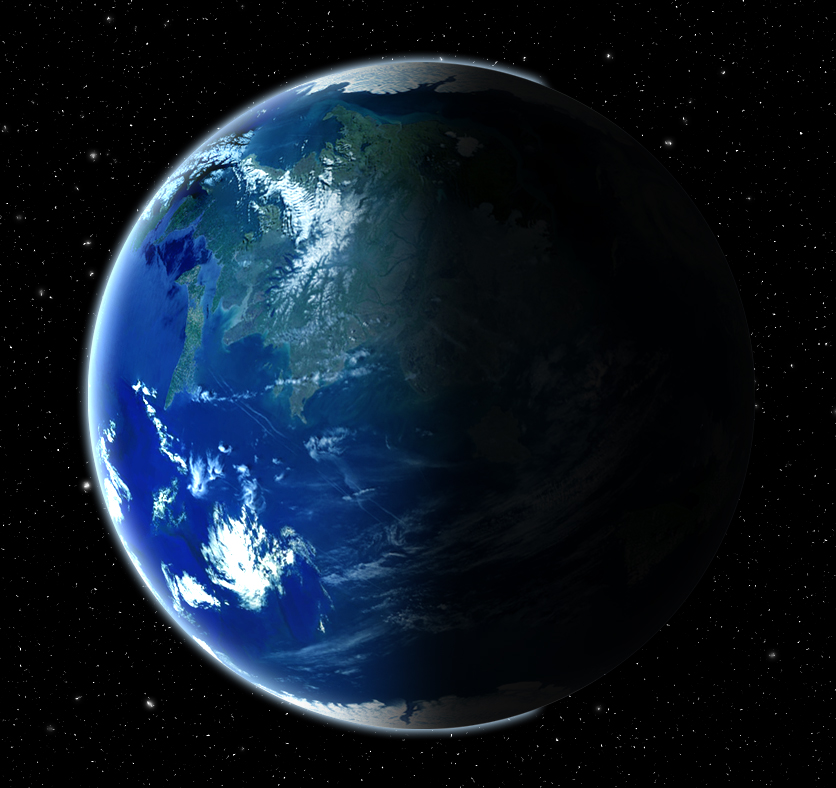
Posible aspecto de un análogo a la Tierra.

Dada la duración de la secuencia principal en estrellas de tipo G, los niveles de radiación ultravioleta en su zona habitable, el semieje mayor del confín interno de esta región y la distancia a la que se encuentra su límite de acoplamiento de marea, entre otros factores, las enanas amarillas son consideradas como las más hospitalarias para la vida junto a las de tipo K.
Ante la ausencia de ejemplos conocidos que ofrezcan distintos escenarios en los que la vida puede aparecer, los astrónomos parten del grado de parentesco de un exoplaneta con la Tierra para establecer su habitabilidad potencial. Así pues, el objetivo principal en investigación exoplanetaria es encontrar un objeto que reúna las características principales de nuestro planeta, como su radio, masa, temperatura, composición atmosférica y pertenencia a una estrella similar al Sol. En teoría, estos análogos terrestres deben presentar unas condiciones equiparables de habitabilidad que permitan la proliferación de vida extraterrestre.
Con este fin, la NASA y el Instituto SETI han elaborado un indicador, el Índice de Similitud con la Tierra (IST), que estima la semejanza en función de la masa, radio, velocidad de escape y temperatura de equilibrio estimada del cuerpo planetario. Sin embargo, este baremo no considera en su cálculo aspectos trascendentales como la composición atmosférica, la edad del sistema o el tipo de estrella. Partiendo de los graves problemas para la habitabilidad planetaria que presentan los sistemas de enanas rojas y los cuerpos estelares de tipo F o superiores, las únicas que podrían ofrecer un escenario adecuado para la vida serían las de tipo K y G. Los análogos solares solían ser considerados como los candidatos más probables para albergar un sistema planetario similar al solar, y como los mejor posicionados para sostener formas de vida basadas en el carbono y océanos de agua líquida. Estudios posteriores, como «Superhabitable Worlds» de René Heller y John Armstrong, establecen que las enanas naranjas podrían ser más adecuadas para la vida que las de tipo G, y albergar a los hipotéticos planetas superhabitables.
Sin embargo, las enanas amarillas siguen representando el único tipo estelar del que existen pruebas de su aptitud para la vida. Además, mientras que en otros tipos de estrellas la zona habitable no coincide en su totalidad con la zona de habitabilidad ultravioleta, en las de clase G la primera se sitúa por completo entre los límites de la segunda. Por último, las enanas amarillas cuentan con una fase inicial de intensa actividad estelar mucho más corta que las de tipo K, lo que permite a los planetas pertenecientes a análogos solares conservar sus atmósferas primigenias con más facilidad y mantenerlas durante gran parte de la secuencia principal.

## Descubrimientos

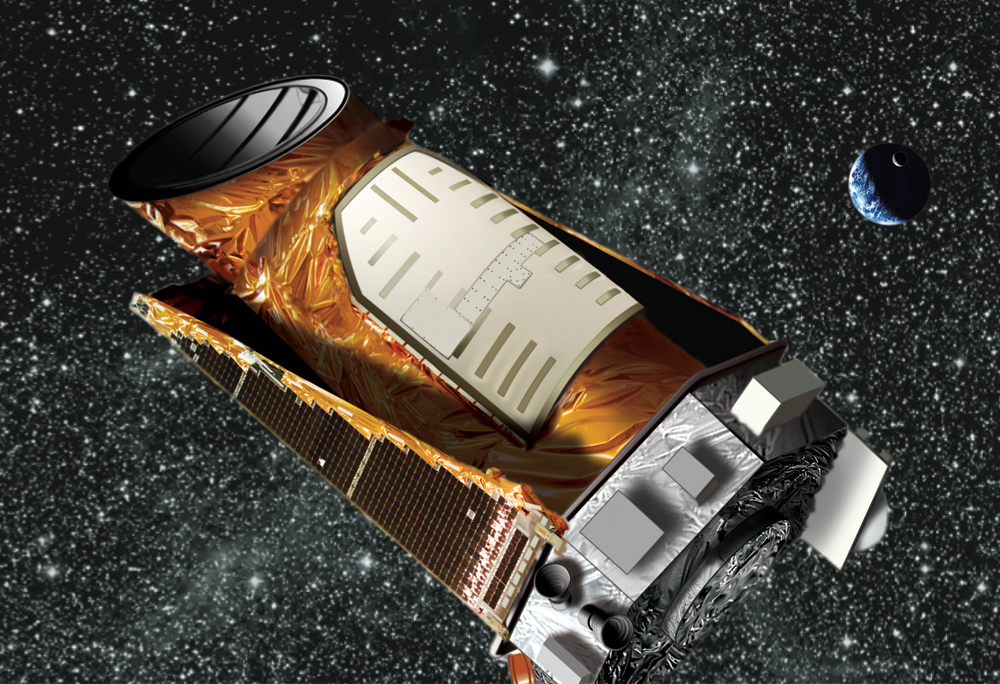
Telescopio espacial Kepler

La mayoría de los exoplanetas descubiertos han sido detectados por el telescopio espacial Kepler, que emplea el método de tránsito para encontrar planetas alrededor de otros sistemas. Este procedimiento analiza el brillo de las estrellas para detectar descensos que indiquen el paso de un objeto planetario frente a ellas desde la perspectiva del observatorio. Es el método que ha cosechado mayores éxitos en investigación exoplanetaria junto al método de velocidad radial, que consiste en el análisis de las vibraciones causadas en las estrellas por los efectos gravitacionales de los planetas que las orbitan. El uso de estos procedimientos con las limitaciones de los telescopios actuales dificulta el hallazgo de objetos con órbitas similares a la terrestre o superiores, lo que genera un sesgo a favor de los planetas con un semieje mayor corto. Como consecuencia, la mayor parte de los exoplanetas detectados son excesivamente cálidos o pertenecen a estrellas poco masivas, cuya zona habitable se encuentra próxima a ellas y cualquier objeto que orbite en esta región tendrá un año significativamente más corto que la Tierra.
Los cuerpos planetarios pertenecientes a la zona de habitabilidad de enanas amarillas, como Kepler-22b, Kepler-452b o la Tierra, tardan cientos de días en completar una órbita alrededor de su estrella. La mayor luminosidad de estos astros, la escasez de los tránsitos y el semieje mayor de sus planetas ubicados en la zona habitable, reducen las probabilidades de detectar esta clase de objetos y aumenta considerablemente el número de falsos positivos, como en los casos de KOI-5123.01 y KOI-5927.01. Los observatorios terrestres y orbitales proyectados para los próximos diez años pueden incrementar los descubrimientos de análogos terrestres en sistemas de enanas amarillas.
Por las dificultades anteriormente mencionadas, en la actualización de la base de datos exoplanetaria de la NASA del 10 de mayo de 2016 solo hay tres planetas pertenecientes a sistemas de enanas amarillas entre los veinte con mayor IST: Kepler-452b (83 %), Tau Ceti e (78 %) y Kepler-22b (71 %).

### Kepler-452b

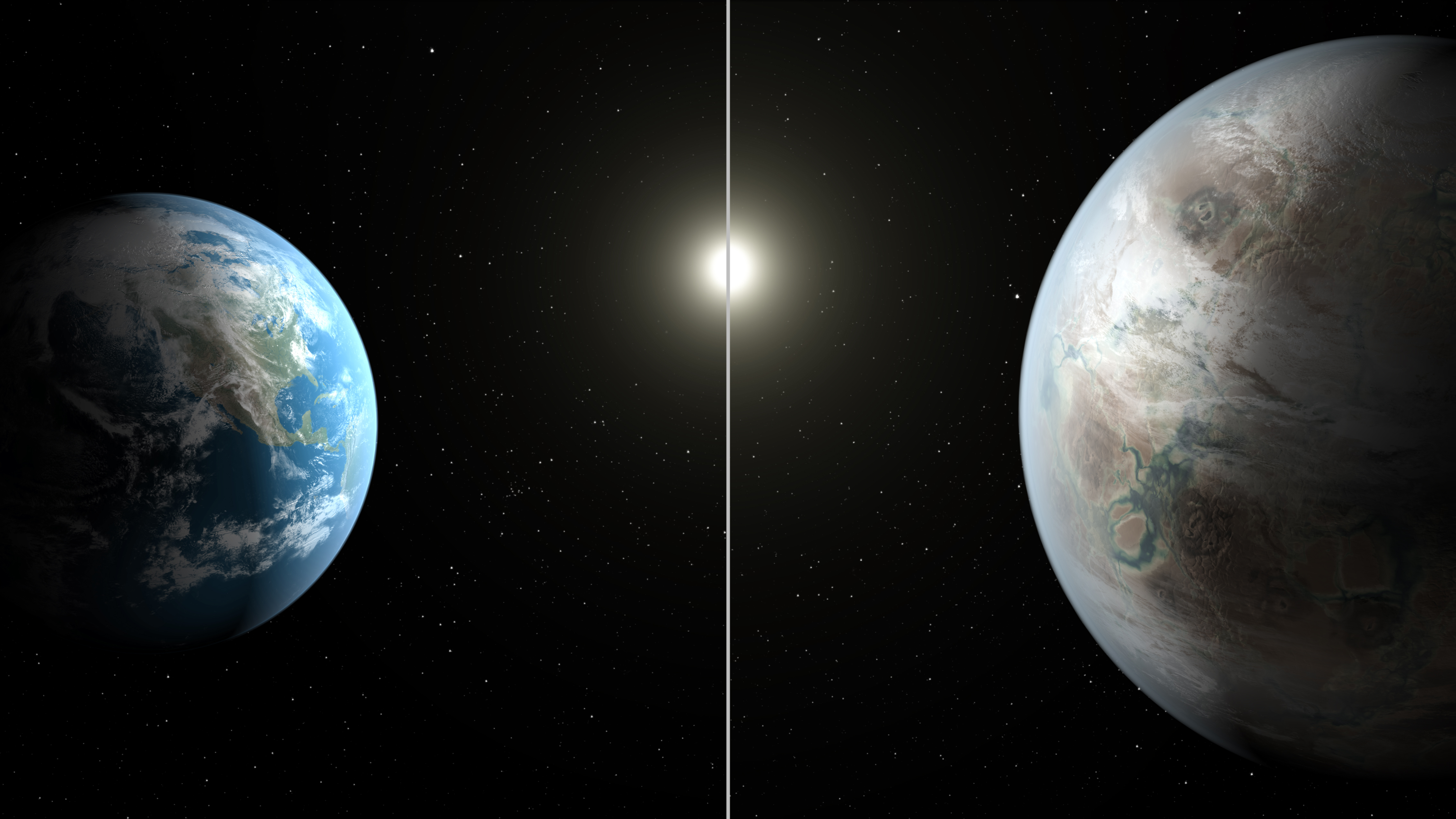
Comparación entre la Tierra (izquierda) y Kepler-452b (derecha).

Kepler-452b se encuentra a 1400 años luz de la Tierra, en la constelación de Cygnus. Su radio, de aproximadamente 1.6 R⊕, lo sitúa justo en el límite que separa a los planetas telúricos de los minineptunos establecido por el equipo de Courtney Dressing, investigadora del Centro de Astrofísica Harvard-Smithsonian (CfA). Si la densidad del planeta es similar a la terrestre, su masa será de unas 5 M⊕ y su gravedad dos veces mayor. Pertenece a Kepler-452, una enana amarilla de tipo G2V como el Sol, con una edad estimada de 6000 millones de años (6 Ga) frente a los 4.5 Ga del sistema solar.
La masa de su estrella es ligeramente superior a la del Sol, 1.04 M☉, por lo que a pesar de que completa una órbita alrededor de ella cada 385 días frente a los 365 terrestres, es más cálido que la Tierra. Si presenta un albedo y composición atmosférica similares, la temperatura media superficial rondará los 29 °C. Los indicadores del PHL para el exoplaneta son 83 % (IST), 0.93 (SPH), -0.61 (HZD), -0.15 (HZC) y 0.3 (HZA). Estos valores muestran un importante grado de semejanza con la Tierra, unas condiciones favorables para la vida vegetal, una órbita más próxima a su estrella que la terrestre, una escasa presencia de metales en su composición y una atmósfera muy densa.
Según Jon Jenkins, del Centro de Investigación Ames de la NASA, se desconoce si Kepler-452b es un planeta terrestre, un mundo oceánico o un minineptuno. Si se trata de un objeto de tipo telúrico como la Tierra, es probable que cuente con una mayor concentración de nubes, una intensa actividad volcánica y esté a punto de sufrir un efecto invernadero descontrolado semejante al de Venus por el incremento constante en la luminosidad de su estrella, después de haber permanecido durante toda la secuencia principal en su zona habitable. Doug Caldwell, científico del Instituto SETI y miembro de la misión Kepler, estima que Kepler-452b puede estar experimentando el mismo proceso que sufrirá la Tierra dentro de mil millones de años.

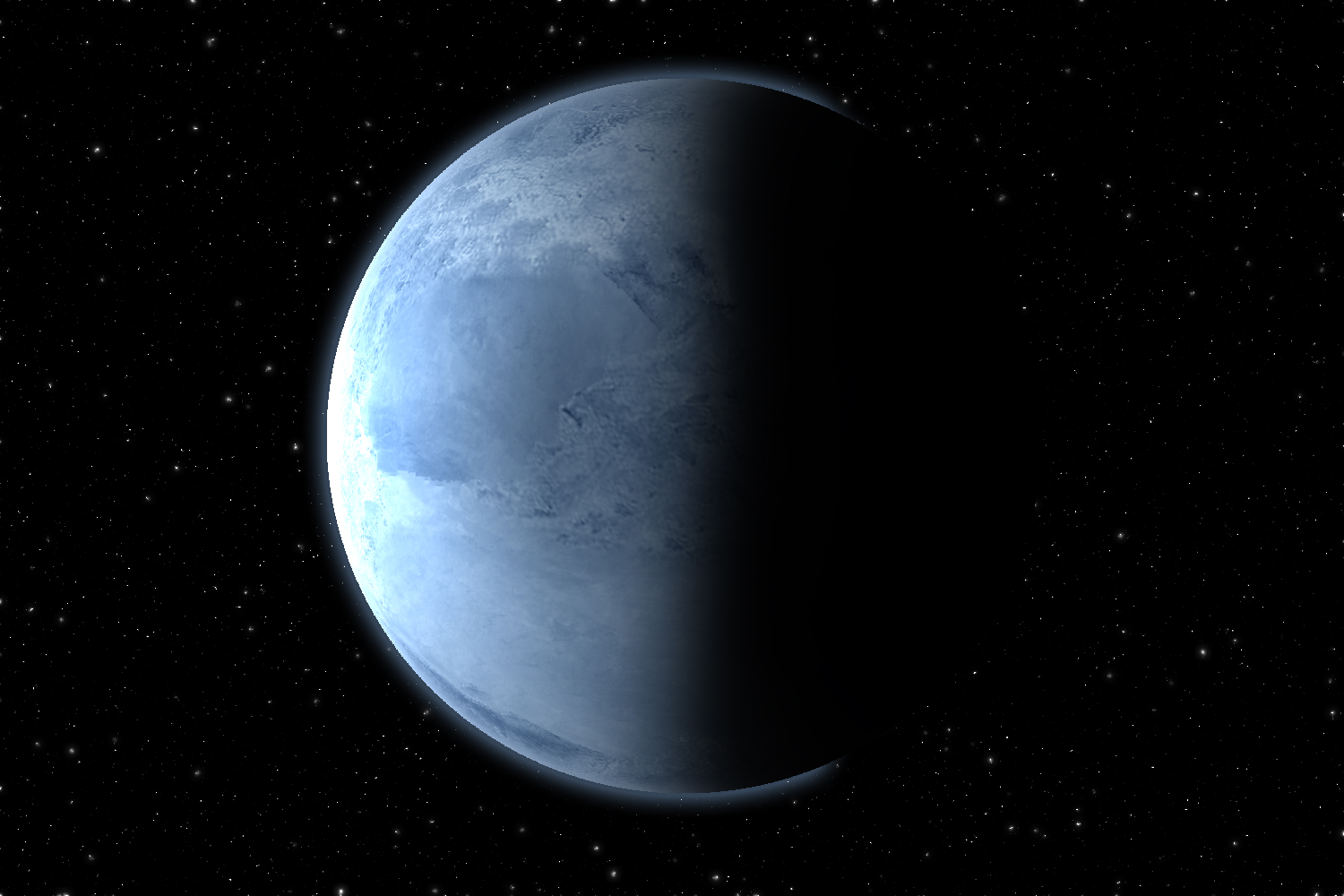
Posible aspecto de Tau Ceti e.

### Tau Ceti e

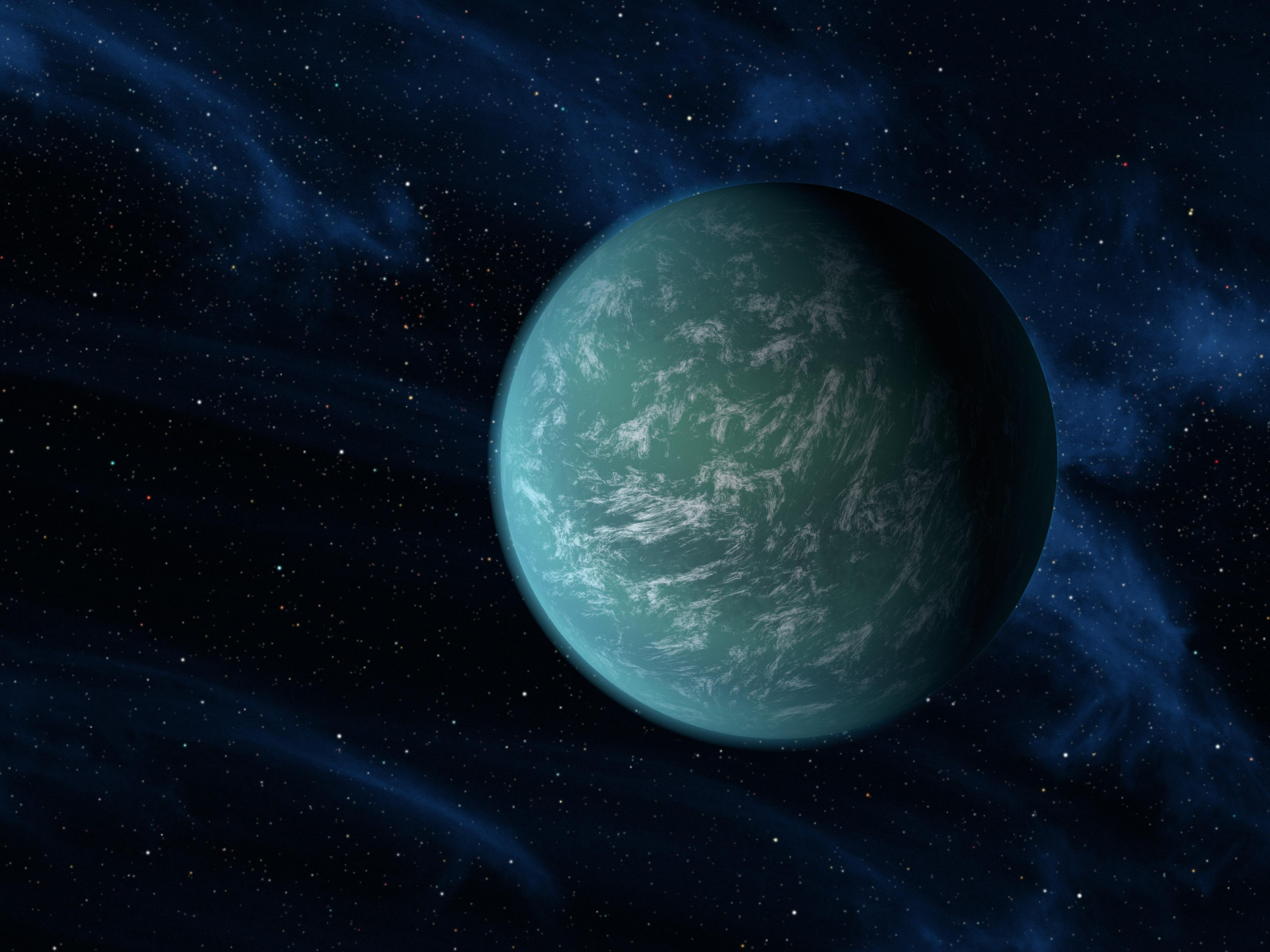
Impresión artística de Kepler-22b.

Tau Ceti e orbita alrededor de una estrella tipo G8.5V en la constelación de Cetus, a 12 años luz de la Tierra. Cuenta con un radio de 1.59 R⊕ y una masa de 4.29 M⊕, por lo que al igual que Kepler-452b se encuentra en el límite de separación entre los planetas terrestres y gaseosos. Con un período orbital de solo 168 días, su temperatura asumiendo una composición atmosférica y albedo similares a los de la Tierra sería de unos 50 °C. Los indicadores del PHL de Tau Ceti e son 78 % (IST), 0.00 (SPH), -0.92 (HZD), -0.15 (HZC) y 0.16 (HZA). Estas cifras marcan una similitud con la Tierra próxima a la de Marte, unas condiciones muy hostiles para la vida vegetal, una órbita muy próxima al límite interno de la zona habitable, una cierta escasez de metales en su composición y una atmósfera densa.
El planeta se ubica justo en el borde interno de la zona habitable y recibe aproximadamente un 60 % más de luz que la Tierra. Su tamaño puede implicar también una mayor concentración de gases en su atmósfera, que lo conviertan en un objeto de tipo super-Venus. De lo contrario, podría ser el primer termoplaneta descubierto.

### Kepler-22b
Kepler-22b está a una distancia de 600 años luz, en la constelación de Cygnus. Completa una órbita alrededor de su estrella, de tipo G5V, cada 290 días. Su radio es de 2.35 R⊕ y su masa estimada, para una densidad similar a la de la Tierra, sería de 20.36 M⊕. Los indicadores del PHL para el objeto son 71 % (IST), 0.53 (SPH), -0.64 (HZD), -0.12 (HZC) y 1.79 (HZA). Estos valores teorizan un escaso parentesco entre el exoplaneta y la Tierra, un ambiente ligeramente hostil para la vida vegetal, una composición escasa en metales y una atmósfera extremadamente densa. Si la atmósfera y el albedo del planeta fuesen similares a los terrestres, su temperatura superficial rondaría los 22 °C.
Fue el primer exoplaneta encontrado por el telescopio Kepler perteneciente a la zona de habitabilidad de su estrella. Por su tamaño, considerando el límite establecido por el equipo de Courtney Dressing y el valor HZA asignado por el PHL, la probabilidad de que se trate de un minineptuno es muy elevada.